# Коулман, Эд
Парк Эдвард Коулман (англ. Parke Edward Coleman, 1 декабря 1901, Канби, Орегон — 5 августа 1964, Орегон-Сити, там же) — американский бейсболист, аутфилдер. Выступал в Главной лиге бейсбола с 1932 по 1936 год.

## Биография
Парк Эдвард Коулман родился 1 декабря 1901 года в городе Канби в Орегоне. Он был первым из двух детей от брака Филлипа и Кэрри Коулманов, но у его отца было также двое сыновей от первого брака. Старший из них, Ральф Коулман, был спортсменом, позднее играл в бейсбол на профессиональном уровне и тренировал команду Орегонского сельскохозяйственного колледжа. Его пример во многом оказал влияние и на будущую карьеру Эда.
Эд окончил старшую школу в Канби, затем поступил в сельскохозяйственный колледж. В 1926 году он подписал контракт с командой «Логан Колледжианс» из С-лиги. Там он, из-за проблем с рукой, сменил позицию и вместо питчера начал играть аутфилдером. Коулман отбивал с показателем 38,0 %, но выходил на поле нечасто, а в середине сезона команда неожиданно его отчислила. В течение следующих двух лет он играл за три разных команды в Лиге Юты и Айдахо. Эд продолжал прогрессировать как отбивающий, в 1928 году выбив 26 хоум-ранов, но ошибки в защите не позволяли ему надолго закрепиться в составе.
Атакующие навыки Коулмана привлекли внимание «Голливуд Старз» из Лиги Тихоокеанского побережья, осенью 1928 года выкупивших его контракт. Их сотрудничество оказалось недолгим и ещё до начала чемпионата 1929 года Эд перешёл в «Сан-Франциско Силс». В их составе он провёл два следующих сезона. В 1931 году он попросил о переходе в «Портленд Биверс», чтобы играть ближе к дому. Просьбу удовлетворили и в «Биверс» он провёл отличный сезон. Коулман сыграл в 187 матчах, выбил 53 дабла (лучший результат лиги), 14 триплов и 37 хоум-ранов. Спортивные журналисты сравнивали его с лучшими молодыми игроками лиги Дольфом Камилли и Фрэнки Кросетти, интерес к Коулману проявлял ряд клубов Главной лиги бейсбола. В ноябре Эда и питчера Джо Боумена обменяли в «Филадельфию».
Коулман хорошо провёл сборы весной 1932 года, но всё равно остался только запасным аутфилдером. Дебютировал в лиге он 15 апреля выйдя на замену в игре с «Нью-Йорк Янкис». Затем Эд провёл удачную серию, завоевав доверие тренера команды Конни Мака, но 10 июня сломал ногу и выбыл до конца сезона. В межсезонье состав «Атлетикс» лишился нескольких игроков стартового состава, так как Мак рассчитывал на перспективную молодёжь, но Коулман весной 1933 года снова получил травму. После возвращения на поле его эффективность снизилась и всё чаще Мак предпочитал выпускать новичка Лу Финни.
К началу чемпионата 1934 года Эд полностью восстановился от травм. В июле он провёл несколько результативных серий, но в августе его эффективность снова снизилась. В 23 подряд выходах на биту он не мог выбить ни одного хита, подвергаясь критике со стороны болельщиков. В последних 33 матчах сезона Коулман появился на поле только два раза, а после завершения чемпионата «Атлетикс» безуспешно попытались обменять его. В 1935 году он сильно выглядел на сборах, но место в составе Мак отдал ещё одному новичку команды Уолли Мозесу. Стали появляться слухи и о конфликте между Коулманом и тренером. Через пять недель после начала сезона состоялся обмен между «Филадельфией» и «Сент-Луис Браунс». В составе новой команды Эд стал одним из лучших бьющих, но по-прежнему не лучшим образом играл в защите.
На сборы команды весной 1936 года он приехал с лишним весом, разочаровав тренера команды Роджерса Хорнсби. В основном составе Коулмана вскоре заменил Бо Белл, а сам он выходил на поле только как пинч-хиттер. Позднее «Браунс» вели переговоры об обмене с «Монреаль Роялс» и «Бруклин Доджерс», но сделка не состоялась. Перед стартом сезона 1937 года в команде попытались снова использовать Эда как питчера, но эксперимент оказался неудачным и его обменяли в «Толидо Мад Хенс». Несмотря на травму ноги, Коулман смог проявить себя в новой команде, став одним из лидеров Американской ассоциации с 25 выбитыми хоум-ранами. На таком же высоком уровне он провёл и сезон 1938 года. В декабре Эда обменяли в «Портленд Биверс».
Полтора сезона он выступал за «Портленд», в составе которого получил ещё одну травму колена. Затем Эд сыграл 22 матча за «Оклахому-Сити», а закончил карьеру шестью матчами за «Сейлем Сенаторз» в 1941 году. Во время Второй мировой войны он работал на металлургическом заводе в Орегоне.
Умер Эд Коулман 5 августа 1964 года в больнице в Орегон-Сити.